# Tweede Kamerverkiezingen 2017/Kandidatenlijst/DENK
Dit is de lijst van kandidaten van DENK voor de Nederlandse Tweede Kamerverkiezingen van 15 maart 2017, zoals deze op 3 februari 2017 werd vastgesteld door de Kiesraad.

## Achtergrond
Op 30 december 2016 presenteerde DENK de kandidatenlijst voor de Tweede Kamerverkiezingen van 15 maart 2017. Lijsttrekker werd Tunahan Kuzu, fractievoorzitter van de Groep Kuzu/Öztürk in de Tweede Kamer.

## De lijst
- vet: verkozen
- cursief: voorkeursdrempel overschreden

1. Tunahan Kuzu – 129.025
2. Farid Azarkan – 61.876
3. Selçuk Öztürk – 10.367
4. Gladys Albitrouw – 1.193
5. Stephan van Baarle – 408
6. Magdalena Charlot – 303
7. Mourad Taimounti – 3.186
8. Ayşegül Kiliç – 3.486
9. Marisa Koolbergen – 219
10. Ali Tsouli – 633
11. Marit van Splunter – 231
12. Şerif Uysal – 352
13. Rabia Karaman – 1.644
14. Talhat Raja – 1.035
15. Yunus Kayiş – 573
16. Zaheer Rana – 513
17. Nevzat Demirel – 683
18. Keziban Ince – 420

VVD · PvdA · PVV · SP · CDA · D66 · ChristenUnie · GroenLinks · SGP · Partij voor de Dieren · 50PLUS · OndernemersPartij · VNL · DENK · Nieuwe Wegen · Forum voor Democratie · De Burger Beweging · Vrijzinnige Partij · GeenPeil · Piratenpartij · Artikel 1 · Niet Stemmers · Libertarische Partij · Lokaal in de Kamer · Jezus Leeft · StemNL · Mens en Spirit/Basisinkomen Partij/V-R · Vrije Democratische Partij
2017 · 2021 · 2023